# Windmühle Lechtingen

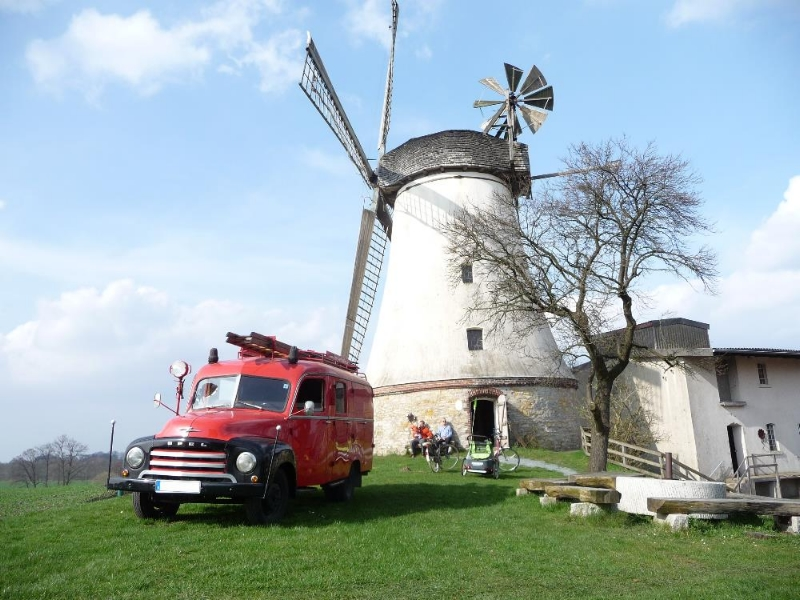
Windmühle Lechtingen mit altem Opel Blitz als Feuerwehrfahrzeug

Die Windmühle Lechtingen ist eine unter Denkmalschutz stehende Holländerwindmühle in Wallenhorst in Niedersachsen. Sie ist das Wahrzeichen des Wallenhorster Ortsteils Lechtingen.

## Mühlentyp
Die Windmühle Lechtingen ist eine Holländerwindmühle, allerdings nur mit einer halben Galerie. Das liegt daran, dass die Windmühle in einen ehemaligen Steinbruch hinein gebaut worden ist. Die andere Hälfte ist als Wallholländermühle ausgeführt. Zurzeit ist die Mühle mit Segelgatterflügeln und einer Windrose ausgestattet.

## Geschichte

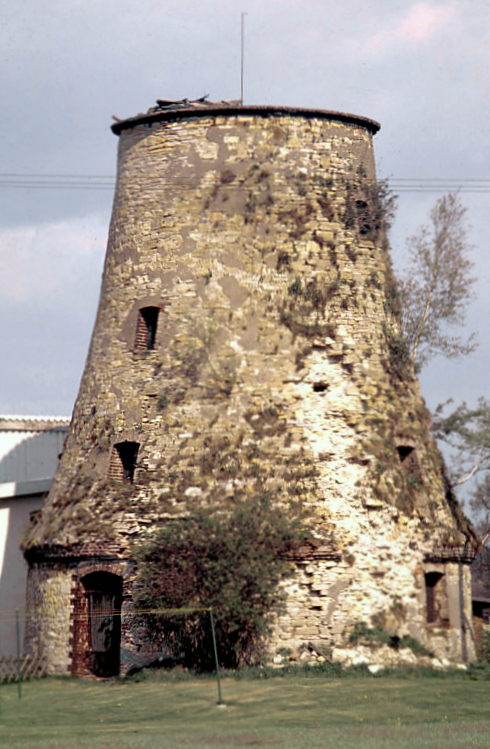
Die Windmühle Lechtingen im Jahr 1982

Erbaut wurde die Windmühle von November 1886 bis Dezember 1887 von Johann Rudolf Pagenstecher. Dieser war bis 1879 Bergmeister im nahegelegenen Kohlebergwerk Piesberg. Er wollte mit dem Mühlenbau einerseits für die Arbeiter im Piesberg eine Möglichkeit schaffen, ihr in der Nebenerwerbslandwirtschaft geerntetes Getreide mahlen zu lassen, aber andererseits hatte er auch vor, mit dem Mühlenantrieb seine eigenen an der Mühle gelegenen Ackerflächen zu bewässern. Ob diese Bewässerung tatsächlich noch in Betrieb genommen wurde, lässt sich nicht mehr nachweisen.
Pagenstecher hatte nie vorgehabt, die Mühle selber zu betreiben. Er verpachtete die Mühle an den Müller Heinrich Wolting aus Dalvers im Landkreis Bersenbrück. In diese erste Pachtzeit fiel die Anschaffung eines Dampfkessels, was darauf hindeutet, dass neben der Windmühle bereits eine Motormühle existiert haben muss. Nach 17 Jahren kündigte Wolting die Pacht und übernahm die zur Firma Schoeller in Gretesch gehörende Feldteichsmühle.
Die Enkelin des Mühlenerbauers, Marie Pagenstecher verkaufte die Mühle 1905 an den Müller Wilhelm Uhlendorf. Die Windmühle wird in der Zeit als Holländer-Windmühle mit einer sich selbsttätig in den Wind drehenden Kappe beschrieben. Die Flügel hatten Blechjalousien, die vom Inneren der Mühle aus betätigt wurden. Die Motormühle wurde mit einem Sauggasmotor der Herforder Maschinenfabrik ausgestattet. Aufgrund eines Unfalls in der Mühle verstarb Wilhelm Uhlendorf 1910, im 40. Lebensjahr.
Der Bruder des Verunglückten, der 1868 in Osnabrück geborene August Uhlendorf, pachtete ab 1910 die Mühle. Die Mühlengeschäfte liefen gut und in der Zeit des Ersten Weltkrieges halfen die Frauen und Kinder, um die Arbeit zu schaffen. Am 15. Dezember 1919 brannte die Motormühle völlig aus. Über den Zustand der Windmühle in dieser Zeit gibt es keine genauen Angaben. Bis 1918 konnte die Windmühle noch aus eigener Kraft arbeiten. Danach wurde vermutlich eine Antriebswelle aus der Motormühle in die Windmühle gelegt. Vermutlich wegen mangelnder Pflege verlor die Mühle bei einem Sturm 1922 oder 1928 ihre Kappe. Die Windmühle erhielt danach eine Abdeckung mit einem Flachdach. Frau Ella Uhlendorf, die Witwe von Wilhelm Uhlendorf und Schwägerin von August Uhlendorf baute die Motormühle nach dem Brand wieder auf.
Am 1. April 1921 übernahm Adolf Telscher als neuer Pächter die Mühle. Aufgrund der schwierigen wirtschaftlichen Verhältnisse durch die Inflation und reparaturbedingtem Stillstand der Mühle in der Haupterntezeit musste Adolf Telscher bereits Ende 1924 die Pacht kündigen.
Auch der nachfolgende Pächter Anton Langhorst, der die Mühle im Juli 1925 pachtete, erlebte vermutlich keine gute Zeit. Er verließ Lechtingen bereits 1928 wieder.
Von März 1928 bis Oktober 1930 war die Mühle an Johannes Brömmelhaus verpachtet.
Am 14. Februar 1931 kaufte Georg Kreuzkamp die Mühle. In den ersten Jahren baute er das Wohnhaus um und befestigte den Mühlenhof. In den Jahren 1938 bis 1939 wurde die Motormühle erweitert. Das Gebäude wurde um ein Stockwerk erhöht und mit Walzenstühlen, Elevatoren, Plansichter und Reinigungsmaschinen ausgestattet. Diese Einrichtung ist heute noch so vorhanden. Der Antrieb erfolgte jetzt mit einem Elektromotor. Von 1948 bis 1949 wurde Georg Kreuzkamp von den Alliierten zum Bürgermeister von Lechtingen ernannt. Nach dem Tode von Georg Kreuzkamp im Jahre 1959 führte seine Frau, Helene Kreuzkamp die Geschäfte weiter. Von 1964 bis 1970 wurde die Mühle ein letztes Mal verpachtet. Der Pächter betrieb jedoch nur noch einen Landhandel.
Besitzerin der Mühle war seit 1962 die Tochter von Georg Kreuzkamp, Frau Annelene Dallmöller. 1982 verpachtete sie die heruntergekommene Windmühle an den neu gegründeten Verein Windmühle Lechtingen e.V.
Anfang 2008 erwarb die Gemeinde Wallenhorst die Mühlengebäude und verpachtete sie an den Mühlenverein.

## Restaurierung 1982 bis 1987

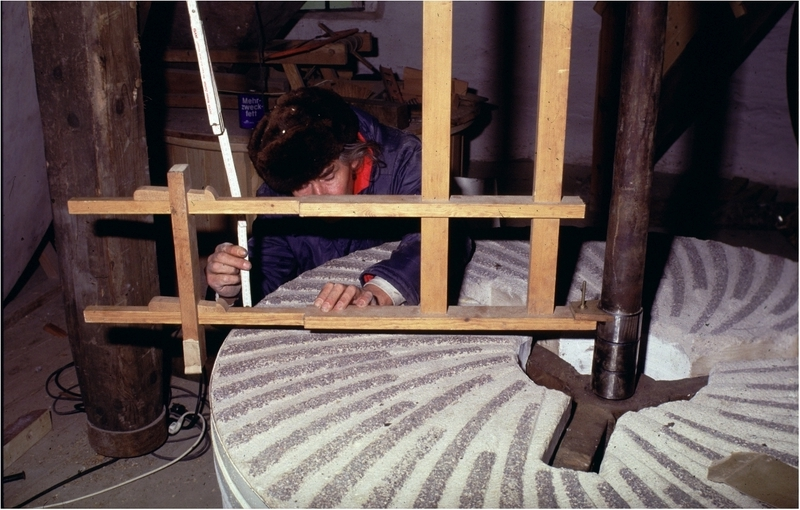
Der Bodenstein wird genau ausgerichtet

Von 1982 bis 1987 wurde die Windmühle vollständig restauriert. Das Mauerwerk wurde fast komplett neu aufgebaut, die Balken im Innenraum mussten teilweise erneuert werden, neue Böden wurden eingezogen, eine neue Kappe erstellt und letztendlich auch neue Flügel und Mahltechnik eingebaut. In 1987 pünktlich zum 100-jährigen Bestehen konnte die Windmühle wieder in Betrieb genommen werden. Die Mühle ist mit einem Schrotgang und einem Sechskantsichter ausgestattet. Sie wird regelmäßig in Funktion gezeigt.

## Technische Daten
- Gesamthöhe ohne Flügel – 19 m
- Flügelkreuz im Durchmesser – 21 m
- Windangriffsfläche – 68 m2
- Mahlsteine Durchmesser – 140 cm
- Gewicht Bodenstein – 850 kg
- Gewicht Läuferstein – 1.250 kg

## Veranstaltungen

### Mühlentag
Aus dem bereits seit 1984 an der Windmühle stattfindenden Mühlenfest entwickelte sich am 4. Juni 1990 (Pfingstmontag) der 1. Niedersächsische Mühlentag mit damals 15 teilnehmenden Mühlen, vornehmlich aus dem Osnabrücker Raum. Am 4. Niedersächsischen Mühlentag am 31. Mai 1993 nahmen bereits 79 Mühlen aus Niedersachsen und Bremen teil. Im folgenden Jahr, am 23. Mai 1994 wurde unter dem Dach der Deutschen Gesellschaft für Mühlenkunde und Mühlenerhaltung (DGM) der 1. Deutsche Mühlentag gefeiert. An dem 2009 stattgefundenen Deutschen Mühlentag nahmen ca. 1000 Mühlen in ganz Deutschland teil.

### Tag des offenen Denkmals
Aus dem ursprünglich im September veranstalteten Öko- und Kunsthandwerkermarkt wurde im Laufe der Zeit der Mühlenmarkt. Jeweils am 2. Sonntag im September, am Tag des offenen Denkmals, stellt der Mühlenverein zusammen mit den Wallenhorster Schlepperfreunden ein weiteres Fest auf die Beine. Die Wallenhorster Schlepperfreunde zeigen dazu alte landwirtschaftliche Maschinen in Funktion.

## Aktuelles
Die Mühle wird jederzeit für Führungen geöffnet. Jeden Samstag kann von 10 bis 12 Uhr im Mühlenladen eingekauft werden. Von April bis Oktober ist die Mühle an den ersten Sonntagen des Monats geöffnet. An diesen Sonntagen finden verschiedene Aktionen statt.
Der Mühlenverein beabsichtigt die vollständig erhaltene Motormühle ebenfalls zu restaurieren. Die Sanierungsmaßnahmen sollen 300.000 Euro kosten und bis Ende 2018 fertiggestellt sein. Die Motormühle kann anschließend entweder von einem Herforder Dieselmotor oder alternativ mit einem Elektromotor angetrieben werden. In der Mühle ist neben zwei Schrotgängen eine komplette Reinigung vorhanden. Die eigentliche Mahleinrichtung besteht aus zwei Walzenstühlen, Plansichter, Mehlmischer und Absaugung. Weiter sind noch eine Haferquetsche und eine Saatgutreinigung vorhanden.